# Cratere Montessori
Montessori  è un cratere sulla superficie di Venere. Deve il proprio nome alla pedagogista italiana Maria Montessori (1870-1952).